# Magdalena Aicega
María Magdalena Aicega, odmilja Maguie, (1. studenog 1973.) je argentinska hokejašica na travi. Igra na položaju obrambene igračice. Svojim igrama zadobila je povjerenje argentinskog izbornika u razdoblju duljeg od desetljeća.
Po stanju od 3. studenoga 2009., igra za klub Club Belgrano Athletic.

## Uspjesi
Osvojila je srebrno odličje na OI 2000. u Sydneyu, OI 2004 u Atena, i OI 2008 u Pekingu.
Prvi put je zaigrala za Argentinu na svjetskom kupu za juniorke 1993. u Barceloni, osvojivši zlatno odličje za Argentinu.

Iduće godine, ova izvođačica kaznenih udaraca iz kuta je zaigrala za seniorski sastav, osvojivši pritom srebrno odličje na svjetskom kupu 1994. u Dublinu.

## Sudjelovanja na velikim natjecanjima
- Izlučni turnir 1995. za OI 1996., 1995.: 4. mjesto
- Trofej prvakinja 1995., 6. mjesto
- Trofej prvakinja 2001, 2008 (zlato)
- Trofej prvakinja 2002, 2007 (srebro)
- Trofej prvakinja 2006 (bronca)
- 2002.: SP u Perthu, zlato
- 1994.: SP u Dublin, srebro
- 2006.: SP u Madridu, bronca
- Panameričke igre 1995, 1999, 2003, 2007 (zlato)
- Panamerički kup u Kingston, (zlato)
- 2000.: OI u Sydneyu, srebro
- 2004.: OI u Atena, bronca
- 2008.: OI u Pekingu, bronca

## Nagrade
Dvostruka je dobitnica je nagrade Silver Olimpia, najprestižniju nagradu koju dodjeljiva Argentinsko društvo športskih novinara 1998. i 2003.

Međunarodna hokejska federacija ju je nominirala i za naslov Svjetsku hokejašicu godine 1999.; naslov je te godine otišao Australki Alyson Annan.